# Distretto di Jangas
Il distretto di Jangas è un distretto del Perù nella provincia di Huaraz (regione di Ancash) con 4.403 abitanti al censimento 2007 dei quali 1.764 urbani e 2.639 rurali.
È stato istituito il 2 gennaio 1857.
Il distretto di Jangas sorge in una zona altoandina a 2.750 metri di altitudine nel cuore delle Ande, fra la cordigliera Blanca e la cordigliera Negra. Lo spettacolo delle cime innevate (dai 6.000 metri in su) è mozzafiato quando il cielo è limpido ma lo spettacolo più commovente sono i campesinos chini sulla terra in perenne lotta per strappare il necessario per sopravvivere.

## Il contesto sociale
Dal 1980 sono presenti i volontari dell'Operazione Mato Grosso. Negli anni i progetti si sono amplificati, avviando scuole di intaglio del legno, falegnameria, tessitura e scuole per professori di religione. Le scuole-famiglia si sono migliorate soprattutto nella scultura su marmo, dando vita a una cooperativa di scultori per sostenere le tradizioni locali offrendo al contempo serie opportunità occupazionali ai ragazzi della zona.
La Parrocchia di Jangas sta allestendo un ricovero per anziani in difficoltà dove vengono offerti i servizi basici quali l'igiene personale, i pasti e il dormire su comodi letti.
Parroco di questa Parrocchia è il salesiano don Ernesto Sirani, affiancato dal sacerdote dell'Operazione Mato Grosso don Mario Fedeli; nei 30 villaggi che fanno parte della Parrocchia di Jangas da anni è nato l'Oratorio delle Ande che raccoglie più di 1.500 bambini.
É a questi umili indios andini di origine quechua che l'OMG guarda con commozione seguendo le 30 comunità sparse sulla Cordigliera. Oggi anche sulla Sierra peruviana sono arrivate le novità tecnologiche: la televisione, il telefono, Internet, il cellulare e tutti i mezzi di comunicazione che esercitano un grande fascino sulle giovani menti. La religione passa in secondo ordine e tanti ragazzi vivono come se Dio non esistesse.
Molti giovani emigrano, finendo a vivere una vita di povertà economica e spirituale nei centri urbani. Molti sono i volontari italiani e peruviani che a vario titolo portano avanti le mansioni più disparate.

Note
1. ↑   dati del censimento 2007, su iinei.inei.gob.pe. URL consultato il 26 settembre 2011 (archiviato dall'url originale il 27 gennaio 2013).